# Vitaphone Racing
Pour l’article homonyme, voir Vitaphone.

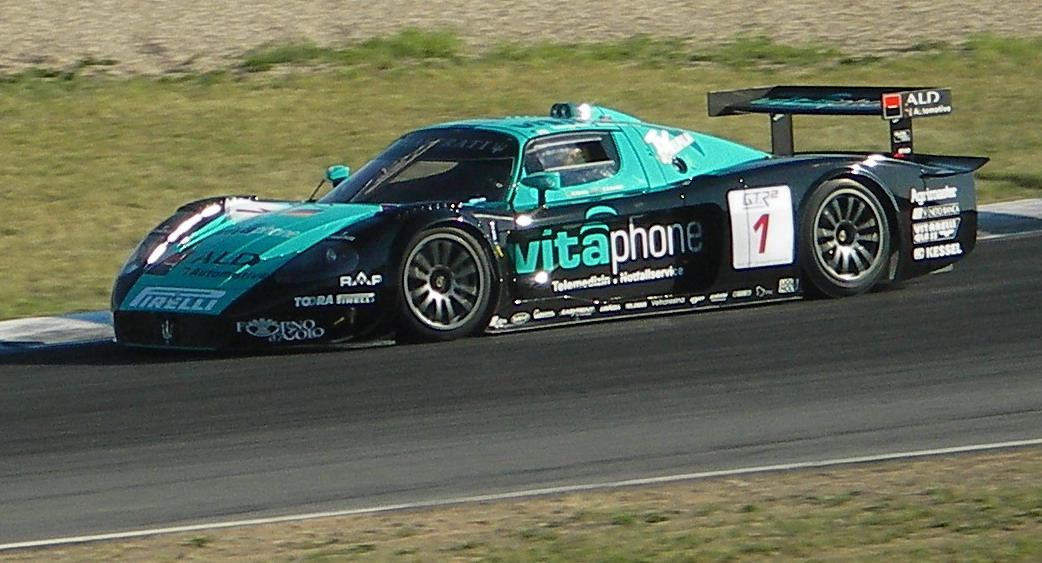
La Maserati MC12 de Michael Barthels en 2006

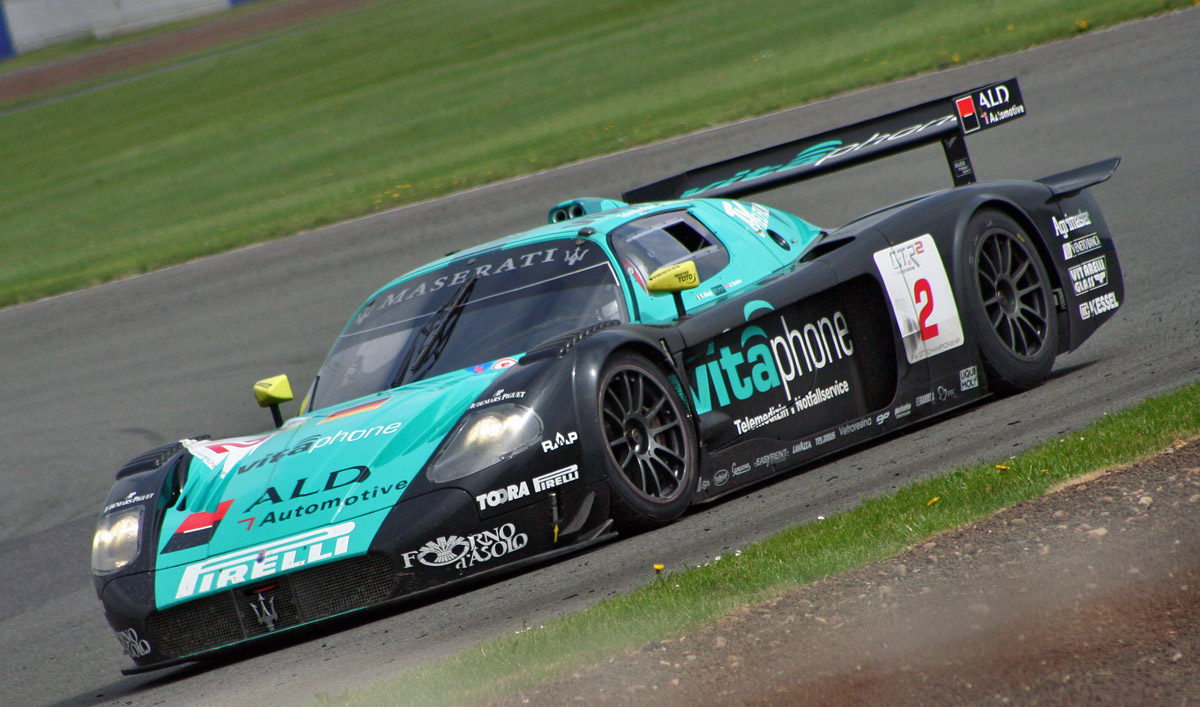
La Maserati MC12 de Thomas Biagi en 2006

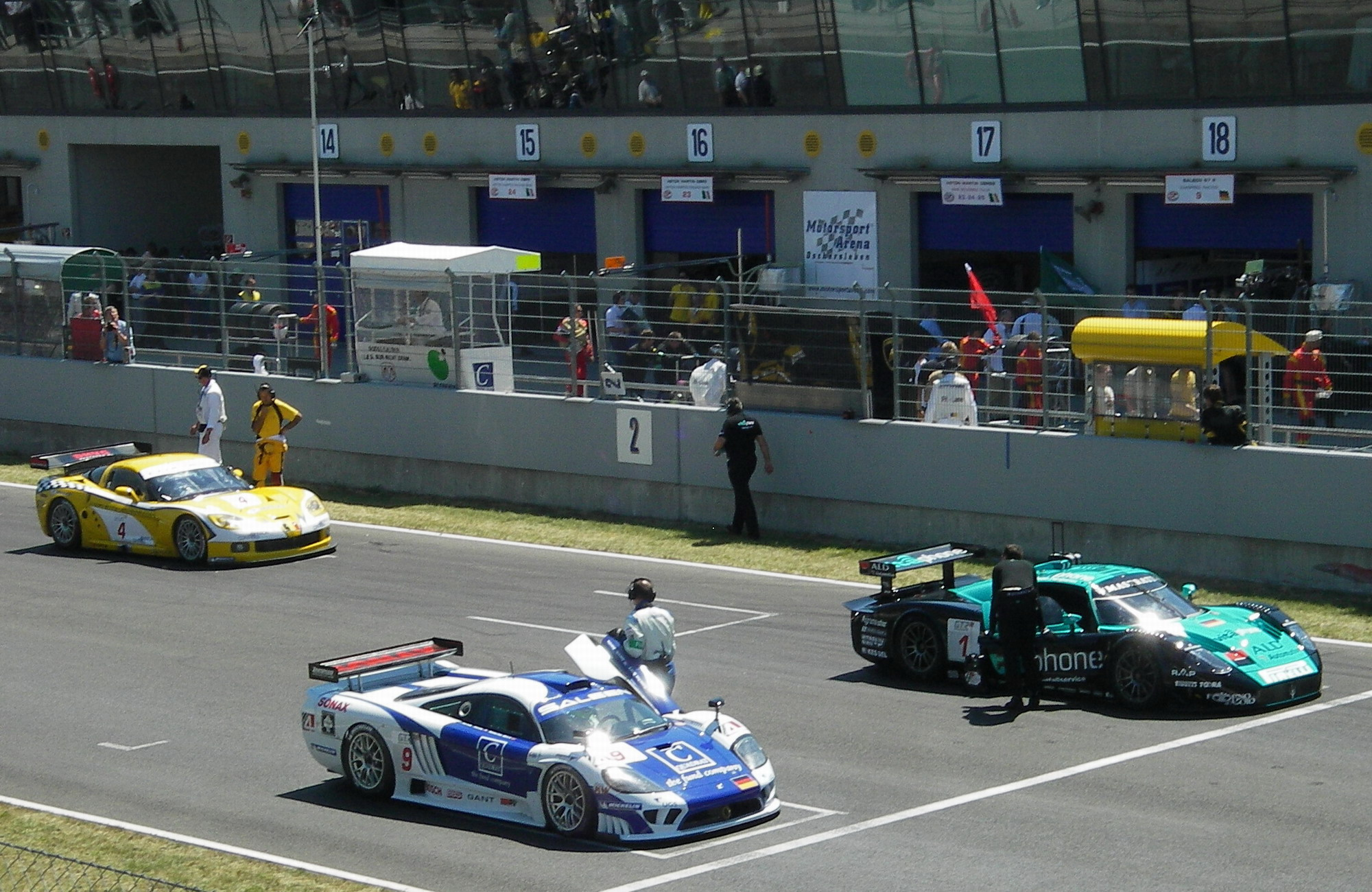
Oschersleben 2006

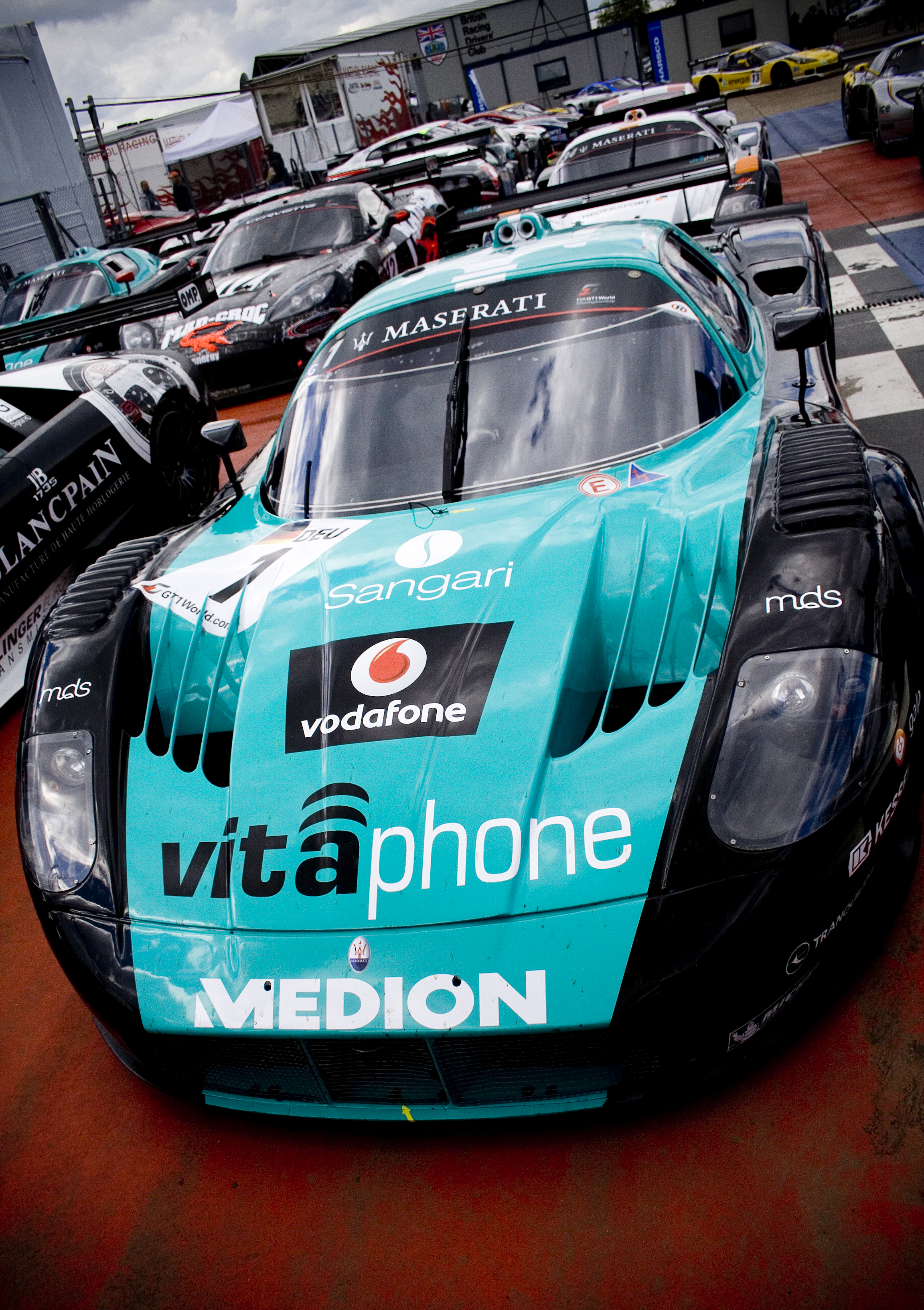
La Maserati MC12 du championnat FIA GT en 2010

Le Vitaphone Racing est une écurie de course allemande.  Celle-ci est la propriété du pilote automobile Michael Bartels et elle gérée par Bartels Motor&Sport GmbH et sponsorisée par Vitaphone GmbH (équipements de télécommunication pour les hôpitaux).  L'écurie est basée à Herborn dans le land de la Hesse en Allemagne.
Lors du désengagement de Vitaphone en 2011,l'écurie est rebaptisée Vita4one Racing Team.

## Historique
L'écurie débute dans le championnat FIA GT en 2004 et remporte son premier titre l'année suivante. La voiture utilisée lors de la première saison était une Saleen S7-R et ce n'est que l'année suivante que la Maserati MC12 mise au point par le AF Corse fut utilisée.
Armée des Maserati MC12, l'écurie Vitaphone écume les circuits du championnat FIA GT et remporte pas moins de cinq titres par équipe de la catégorie GT1 consécutivement de 2006 à 2009 et quatre titres pilote de 2006 à 2010.
Chaque titre remporté, offrait une invitation automatique aux 24 Heures du Mans.  Malheureusement l'écurie ne pourra profiter de ces invitations de par le fait que la Maserati MC12 n'est pas homologuée par l'ACO.  Ce n'est qu'en 2008 que l'écurie participera aux 24 heures du Mans avec une Aston Martin DBR9 du Strakka Racing. Cette participation se soldera par un abandon.
Qu'à cela ne tienne, le Team Vitaphone marquera de son empreinte une autre course célèbre de 24 heures.  Effectivement, le team remporta les célèbres 24 heures de Francorchamps en 2005 et 2006 et une troisième marquée par un doublé en 2008.
Pour la saison 2010; le championnat FIA GT laissa la place au championnat FIA GT1. Six marques prestigieuses (Maserati, Aston Martin, Chevrolet, Ford, Lamborghini et Nissan) équipent deux écuries de deux voitures.  Le Team Vitaphone remporte le classement par équipe et par pilotes. Pour la saison 2011 le Team Vitaphone Racing décide d'évoluer désormais en Blancpain Endurance Series et Maserati se retire du championnat.

## Palmarès
- Championnat du monde FIA GT1
  - Vainqueur du classement pilote en 2010 avec Michael Bartels et Andrea Bertolini
  - Vainqueur du classement par équipes en 2010

- Championnat FIA GT
  - Vainqueur du classement pilote de la catégorie GT1 en 2006, 2008 et 2009 avec Michael Bartels et Andrea Bertolini et en 2007 avec Thomas Biagi
  - Vainqueur du classement par équipes de la catégorie GT1 en 2005, 2006, 2007, 2008 et 2009

- Vainqueur de la catégorie GT1 aux 24 Heures de Spa
  - en 2005, avec Michael Bartels, Timo Scheider et Eric van de Poele
  - en 2006, avec Michael Bartels, Andrea Bertolini et Eric van de Poele
  - en 2008, doublé avec Michael Bartels, Andrea Bertolini, Eric van de Poele, Stéphane Sarrazin à la première place et Miguel Ramos, Alexandre Negrão, Stéphane Lémeret, Alessandro Pier Guidi à la deuxième

## Pilotes 2010
| - Michael Bartels - Andrea Bertolini |  | - Miguel Ramos - Enrique Bernoldi |